# The Wallace

The Actes and Deidis of the Illustre and Vallyeant Campioun Schir William Wallace, également connu sous le nom de The Wallace, est un long poème « biographique romantique » du makar écossais du XVe siècle du nom de Blind Harry, probablement au cours de la décennie 1480,. Comme son titre l'indique, il commémore et fait l'éloge de la vie et des actions du combattant de la liberté écossais William Wallace qui a vécu un siècle et demi plus tôt. Le poème est historiquement inexact et mentionne plusieurs événements qui ne se sont jamais produits. The Wallace a été le deuxième livre le plus populaire d'Écosse après la Bible plusieurs centaines d'années après sa publication.
Le premier texte existant est une copie faite par John Ramsay, 1er Lord Bothwell en 1488, mais cette copie n'a pas de couverture et les dernières pages manquent, sans mention de Blind Harry en tant qu'auteur. La première mention de Blind Harry comme auteur de l'œuvre a été faite par John Mair dans son ouvrage de 1521 Historia Majoris Britanniae, tam Angliae quam Scotiae. Il a ensuite été réédité à la fin du XVIIIe siècle par le poète William Hamilton, en anglais contemporain. Cette version a également connu plus de 20 éditions, la dernière étant publiée en 1859.
Le poème a été utilisé par le scénariste Randall Wallace pour écrire son scénario pour Braveheart (1995).

## Le poème
The Wallace est une longue œuvre narrative composée de couplets de rimes décasyllabiques. Il forme une biographie de William Wallace depuis son enfance, à travers sa carrière de patriote écossais dans la Première Guerre d'Indépendance jusqu'à son exécution à Londres en 1305.[réf. nécessaire]
Le poème a certains fondements historiques avec des descriptions de la bataille du pont de Stirling et de la bataille de Falkirk. Les éléments factuels du poème sont cependant mélangés avec de nombreux éléments fictifs. Wallace est dépeint comme un héros idéal dans la tradition de la romance chevaleresque.[réf. nécessaire] Il est décrit comme étant infailliblement courageux, patriotique, pieux et chevaleresque.[réf. nécessaire]
Les Anglais sont représentés partout comme les ennemis naturels et irréconciliables des Écossais.[réf. nécessaire]

## L'auteur
Dans les premiers textes du poème, l'auteur de The Wallace est appelé « Hary » ou « Blind Hary » mais on sait peu de choses avec certitude sur le poète.
Un homme appelé « Blind Hary » est enregistré comme ayant reçu des paiements du roi Jacques IV à cinq reprises entre 1490 et 1492. Les raisons des paiements ne sont pas précisées.
Un « Blind Hary » est également mentionné par le poète quasi-contemporain William Dunbar dans sa Lament for the Makaris. Dans ce poème, Hary est inclus dans une liste de poètes décédés pleurés par Dunbar.
Le savant écossais John Mair a identifié « Blind Hary » comme l'auteur de The Wallace dans son ouvrage Historia Majoris Britanniae ou The History of Greater Britain de 1521.

## Date de composition

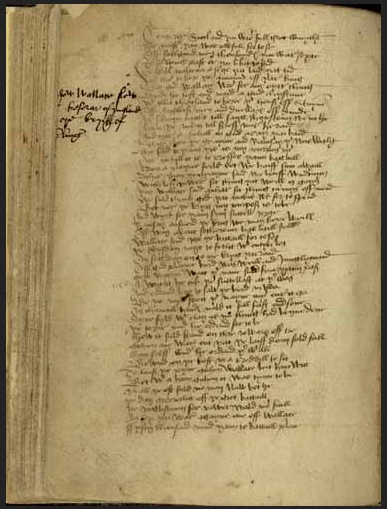
Le manuscrit de Ramsay de Wallace, 1488 (Bibliothèque nationale d'Écosse).

The Wallace semble dater de la seconde moitié du XVe siècle. La copie la plus ancienne qui subsiste, le manuscrit de Ramsay, est datée de 1488, mais des preuves provenant du poème lui-même suggèrent qu'il a été achevé dans les années 1470 ou avant. Blind Harry se réfère à avoir consulté William Wallace de Craigie lors de la composition du poème et Wallace de Craigie est connu pour être mort en 1479.
En outre, au cours des années 1470, le roi Jacques III était engagé dans une politique de réconciliation avec le roi Édouard IV d'Angleterre. Le poème, avec sa représentation antipathique de l'anglais, peut représenter une critique de cette politique telle que caractérisée dans son verset d'ouverture:

« Till honour ennymyis is our haile entent,

It has beyne seyne in thir tymys bywent.

Our ald ennemys cummyn of Saxonys blud,

That nevyr yeit to Scotland wald do gud.

To honour enemies is our sole intention.

It has been seen in past times,

That our old enemies of Saxon blood,

Have never yet done good to Scotland. »

## Historique des publications
Au début, The Wallace ne circulait que sous forme de manuscrit. Le manuscrit le plus ancien du poème a été écrit en 1488 par John Ramsay, un prieur de la Chartreuse de Perth. Le manuscrit de Ramsay est conservé à la Bibliothèque nationale d'Écosse sous le numéro de catalogue Adv. MME. 19.2.2 (ii).
Chepman et Myllar ont publié la première édition imprimée connue au début du XVIe siècle. Seuls des fragments de cette édition ont subsisté. Une deuxième édition imprimée a été produite à Édimbourg en 1570 par Robert Lekpreuik. Une troisième édition imprimée a été publiée en 1594, également à Édimbourg, par Henry Charteris. Les textes des trois premières éditions imprimées correspondent étroitement avec le manuscrit de Ramsay.
Aucune nouvelle édition n'est connue pour avoir été produite au cours du XVIIe siècle.
La popularité de l'œuvre s'est poursuivie dans l'ère moderne avec des éditions souvent très différentes des textes du XVIe siècle. William Hamilton de Gilbertfield a produit une traduction en anglais intitulée The Life and Heroick Actions of the Renoun'd Sir William Wallace, General and Governour of Scotland qui a été publiée par William Duncan à Glasgow en 1722. En 1820, John Jamieson a édité une version plus authentique des Écossais La Vie et les Actes de Sir William Wallace d'Ellerslie,, également publié à Glasgow. En 1889, la Scottish Text Society a publié une transcription savante du texte du manuscrit de Ramsay.
De nombreuses autres éditions ont été publiées.